# Etschki-Baschy
Etschki-Baschy (auch On-Artscha, kirgisisch für Zehn Wacholder) ist ein Dorf im kirgisischen Oblus Naryn.

## Geographie
Das Dorf Etschki-Baschy liegt im Rajon Naryn an der Mündung des gleichnamigen Flusses Onartscha. Es gehört administrativ zur Landgemeinde On-Artscha.

## Geschichte
Im Jahr 1953 entdeckte der sowjetische Archäologe und Historiker Alexander Natanowitsch Bernschtam am Onartscha in der Nähe des Dorfes steinerne Werkzeuge aus dem Paläolithikum. Die Art der Verarbeitung könnte auf ein Alter von 300.000 Jahren hindeuten.
In der Sowjetzeit war das Dorf auch als Kolchose „Kommunism“ (Kommunismus) und als „Etschki-Baschy“ (kirgisisch für „Kopf einer Bergziege“) bekannt.

## Söhne und Töchter
- Tyntschtykbek Tschorotegin (* 1959), kirgisischer Historiker